# Echo (Comic)
Echo ist ein amerikanischer Comic von Terry Moore, der in seinem eigenen Verlag Abstract Studio veröffentlicht wird. Die erste Ausgabe erschien am 5. März 2008, eine limitierte Stückzahl dieser Ausgabe hat ein Foliencover mit Chromeffekt (auch bekannt als „Chromium-Cover“). Echo handelt von Julie Martin, einer jungen Fotografin, die zufällig die Existenz eines High-Tech-Kampfanzugs entdeckt. Die deutschsprachige Ausgabe erscheint seit 2017 in mehreren Bänden beim Verlag Schreiber und Leser.

## Handlung
Während sie in der Wüste Fotos macht, wird Julie Martin Augenzeugin der Explosion eines Kampfanzugs und seiner Pilotin, das Endergebnis eines Waffentests. Der Kampfanzug, durch die Explosion in kleine Kügelchen zerlegt, zerstreut sich über die Wüste und Teile davon regnen auf Julie und ihr Auto. Sehr zu ihrer Beunruhigung muss Julie feststellen, dass diese Kügelchen an ihr, wie auch an ihrem Auto, haften bleiben. 